# Brennan Brown
Brennan Brown (Los Angeles, 23 novembre 1968) è un attore statunitense.

## Biografia
Si è laureato alla Yale School of Drama.
Ha ottenuto visibilità nel Regno Unito per aver interpretato "Mr. Dresden" negli spot dell'operatore di rete mobile Orange UK.  Ha partecipato a film come Colpo di fulmine - Il mago della truffa, una commedia con Jim Carrey e Focus con Will Smith e Margot Robbie.; In televisione ha interpretato Edward Biben in Mozart in the Jungle di Prime Video; Robert Treat Paine nella miniserie HBO John Adams e l'agente speciale FBI Nicholas Donnelly in Person of Interest.
Brown è apparso in numerose produzioni teatrali di Broadway e Off-Broadway. All'Atlantic Theatre è apparso in Celebration di Harold Pinter e Offices di Ethan Cohen. Al National Actor's Theatre è apparso ne I persiani di Eschilo e in Così è (se vi pare) di Pirandello. Ha interpretato Snobby Price nella Major Barbara della Roundabout Theatre Company.

### Vita privata
È sposato con l'attrice Jenna Stern dal 1998.

## Filmografia

### Cinema
- The Girl in the Park, regia di David Auburn (2007)
- Turn the River, regia di Chris Eigeman (2007)
- Colpo di fulmine - Il mago della truffa (I Love You Phillip Morris), regia di Glenn Ficarra e John Requa (2009)
- State of Play, regia di Kevin Macdonald (2009)
- Focus - Niente è come sembra (Focus), regia di Glenn Ficarra e John Requa (2015)
- The Wolf Hour, regia di Alistair Banks Griffin (2019)
- Midway, regia di Roland Emmerich (2019)
- Not Okay, diretto da Quinn Shephard (2022)

### Televisione
- Law & Order - Unità vittime speciali (Law & Order: Special Victims Unit) – serie TV, episodi 2x07-2x14 (2000)
- Deadline – serie TV, episodio 1x09 (2001)
- The Education of Max Biford – serie TV, episodio 1x08 (2001)
- Monday Night Mayhem – film TV (2002)
- Kidnapped – serie TV, episodio 1x03 (2006)
- John Adams – miniserie TV (2008)
- Gossip Girl – serie TV, episodio 2x10 (2008)
- Damages – serie TV, episodio 2x05 (2009)
- Ugly Betty – serie TV, episodi 3x18-3x19 (2009)
- Law & Order - I due volti della giustizia (Law & Order) – serie TV, episodi 11x12-13x15-20x08 (2001-2009)
- Miss Marple (Agatha Christie's Marple) – serie TV, episodio 5x04 (2010)
- Law & Order: Criminal Intent – serie TV, episodi 3x03-9x14 (2003-2010)
- Person of Interest – serie TV, 9 episodi (2012-2013) - Agente speciale Nicholas Donnelly
- Gilded Lilys – film TV (2013)
- Breaking Bad - Reazioni collaterali (Breaking Bad) – serie TV, episodio 5x15 (2013)
- Occult – film TV (2013)
- It Could Be Worst – miniserie TV, 9 episodi (2013-2014)
- The Good Wife – serie TV, episodio 5x02 (2013)
- Sleepy Hollow – serie TV, episodio 1x12 (2014)
- The Blacklist – serie TV, episodio 1x21 (2014)
- Elementary – serie TV, episodio 3x01 (2014)
- Mozart in the Jungle – serie TV, 3 episodi (2014)
- Madam Secretary – serie TV, episodio 1x18 (2015)
- Beauty and the Beast – serie TV, 8 episodi (2015)
- L'uomo nell'alto castello (The Man in the High Castle) – serie TV (2015-2019)
- Chicago Med – serie TV, 43 episodi (2015-in corso)
- The Sinner – serie TV, 3 episodi (2018)
- Bull – serie TV, episodio 4x01 (2020)

### Doppiatore
- Manhunt 2, videogioco (2007)
- Red Dead Redemption, videogioco (2010)

## Doppiatori italiani
Nelle versioni in italiano delle opere in cui ha recitato, Brennan Brown è stato doppiato da:
- Franco Mannella in Colpo di fulmine - Il mago della truffa, Midway
- Roberto Pedicini in Chicago Med
- Francesco Orlando in Law & Order: Criminal Intent (ep. 3x03)
- Augusto Di Bono in Law & Order: Criminal Intent (ep. 9x14)
- Maurizio Fiorentini in State of play
- Davide Marzi in Person of Interest
- Roberto Draghetti in Breaking Bad
- Massimo De Ambrosis in Focus - Niente è come sembra
- Giorgio Bonino in Mozart in the Jungle
- Enrico Di Troia in L'uomo nell'alto castello
- Roberto Fidecaro in Bull